# Bartłomiej z Belska

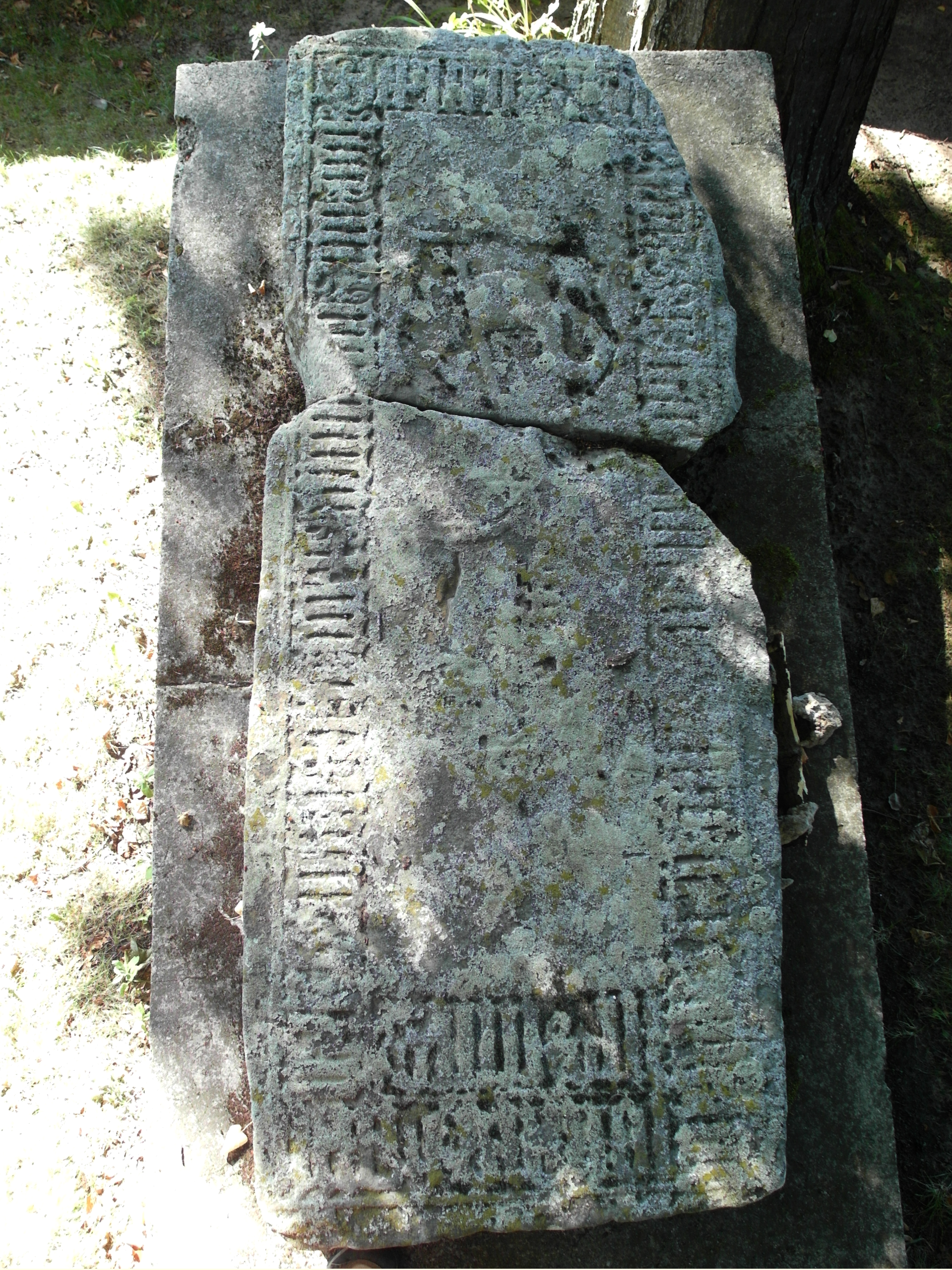
Gotycka płyta nagrobna Bartłomieja z Belska Starego z datą 1500, przy kościele w Chynowie

Bartłomiej z Belska Starego (Belski) herbu Przerowa (zm. w 1527 roku) – dziekan kapituły kolegiackiej św. Jana Chrzciciela w Warszawie w latach 1508–1535, pleban w Kolnie, pisarz ziemi warszawskiej w latach 1498–1509, pleban w Nurze w 1504 roku.
Przewodniczył w wielu posiedzeniach generalnych i prowincjonalnych kapituły warszawskiej.
Na cmentarzu kościelnym przy kościele Świętej Trójcy w Chynowie zachował się jego nagrobek gotycki.